# Nampabius parienus
Nampabius parienus är en mångfotingart som beskrevs av Chamberlin 1913. Nampabius parienus ingår i släktet Nampabius och familjen stenkrypare. Inga underarter finns listade i Catalogue of Life.